# 538-й гвардейский зенитный ракетный полк
538-й гвардейский зенитный ракетный Тарнопольский ордена Александра Невского полк (сокр. 538 зрп, в/ч 51383) — тактическое формирование Сухопутных войск Российской Федерации.
Дислоцируется в г. Наро-Фоминск Московской области. Находится в составе 4-й гвардейской танковой дивизии.

## История
Полк создан в декабре 1942 года. После боёв в Донбассе, в апреле 1943 года вошёл в состав 4-го гвардейского танкового корпуса как 120-й гвардейский зенитный артиллерийский полк. Затем принял участие в знаменитом танковом сражении на Курской дуге у Прохоровки. Потом полк участвовал в освобождении Украины, Польши, Чехословакии, Германии. Война для полка завершилась на легендарной встрече союзников на Эльбе.
После войны в 1960 году 120-й гвардейский зенитный артиллерийский полк переформирован в 908-й дивизион. 5 мая 1962 года дивизион развёрнут в 538-й полк
В 2009 году полк расформирован в ходе масштабной реформы Вооружённых сил России, затем в 2013 году воссоздан в составе 4-й гвардейской танковой дивизии.

## Вооружение
На вооружении полка стоит 16 зенитных ракетных комплексов малой дальности Тор-М2У.

## Награды
| Награда                   | Описание |
| ------------------------- | --- |
| «Гвардейский»             | |
| «Тарнопольский»           | Почётное наименование присвоено полку Верховным главнокомандующим в 1944 году, после битвы за город Тернополь. |
| Орден Александра Невского | |

## Галерея

Проверка боеготовности расчётов ЗРС Тор-М2У 6 февраля 2019
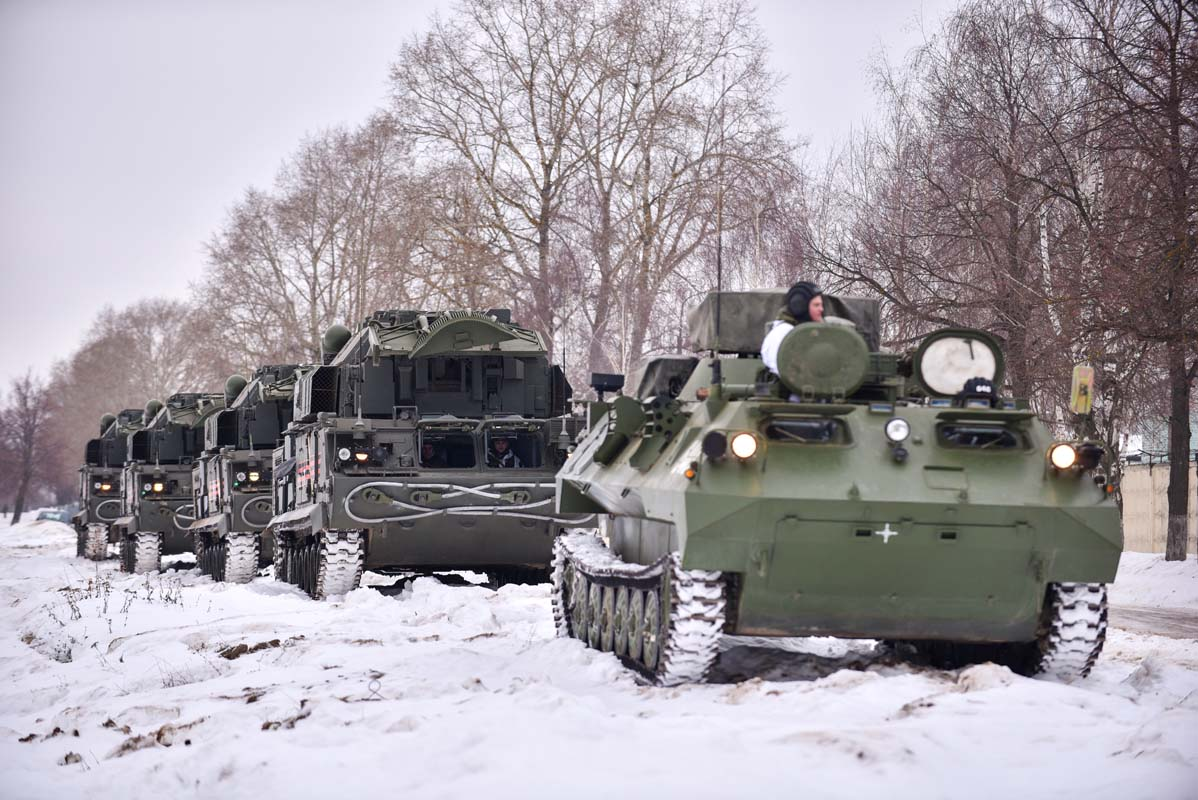
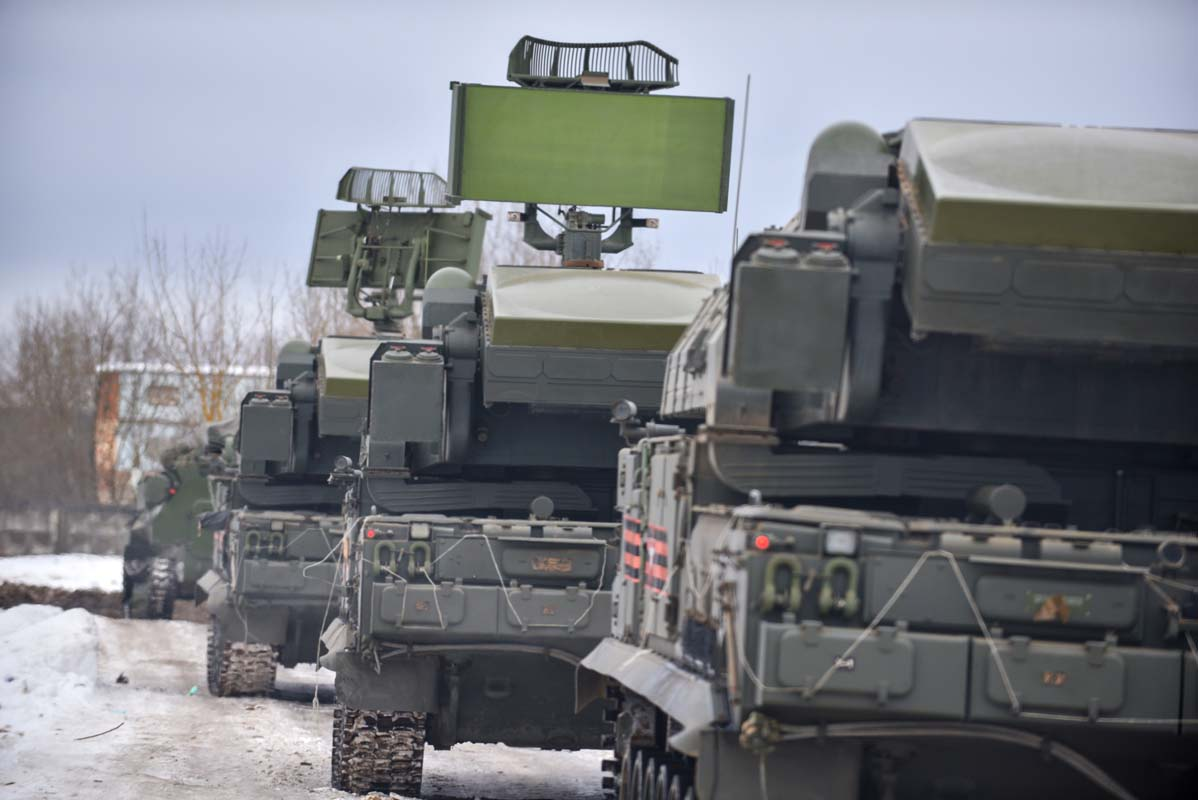
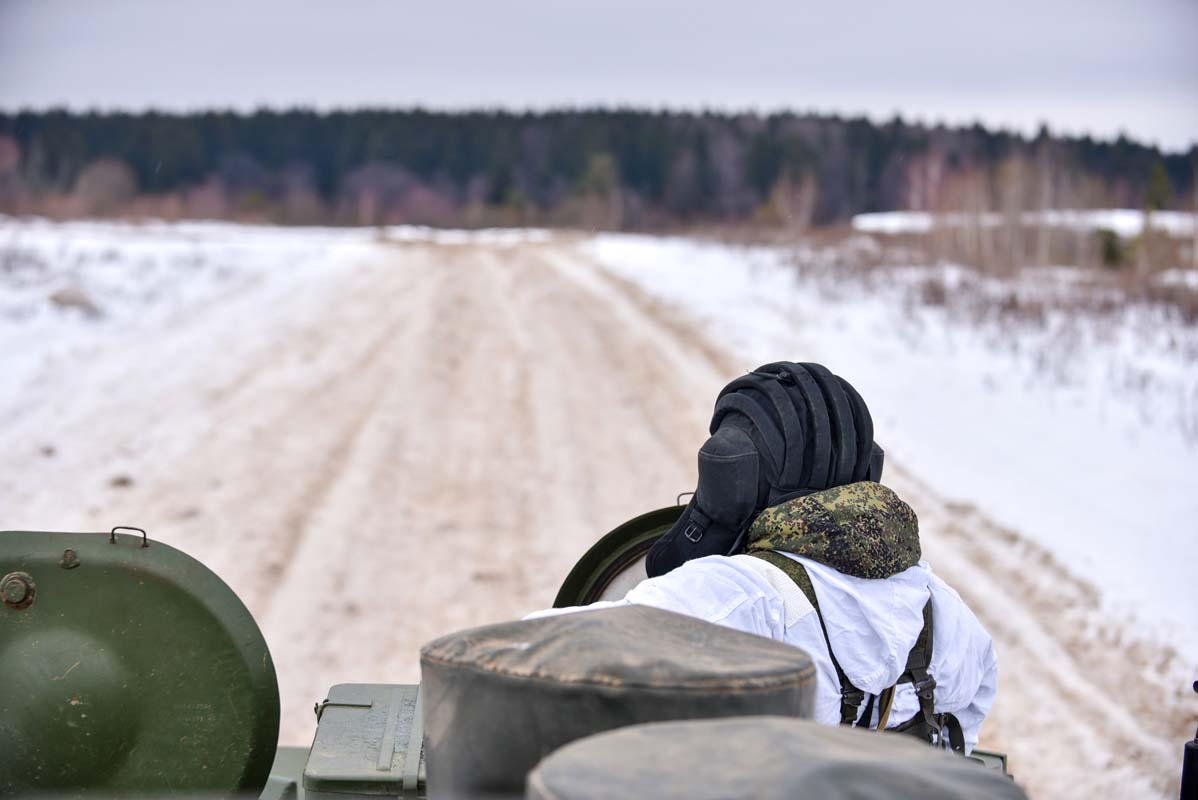
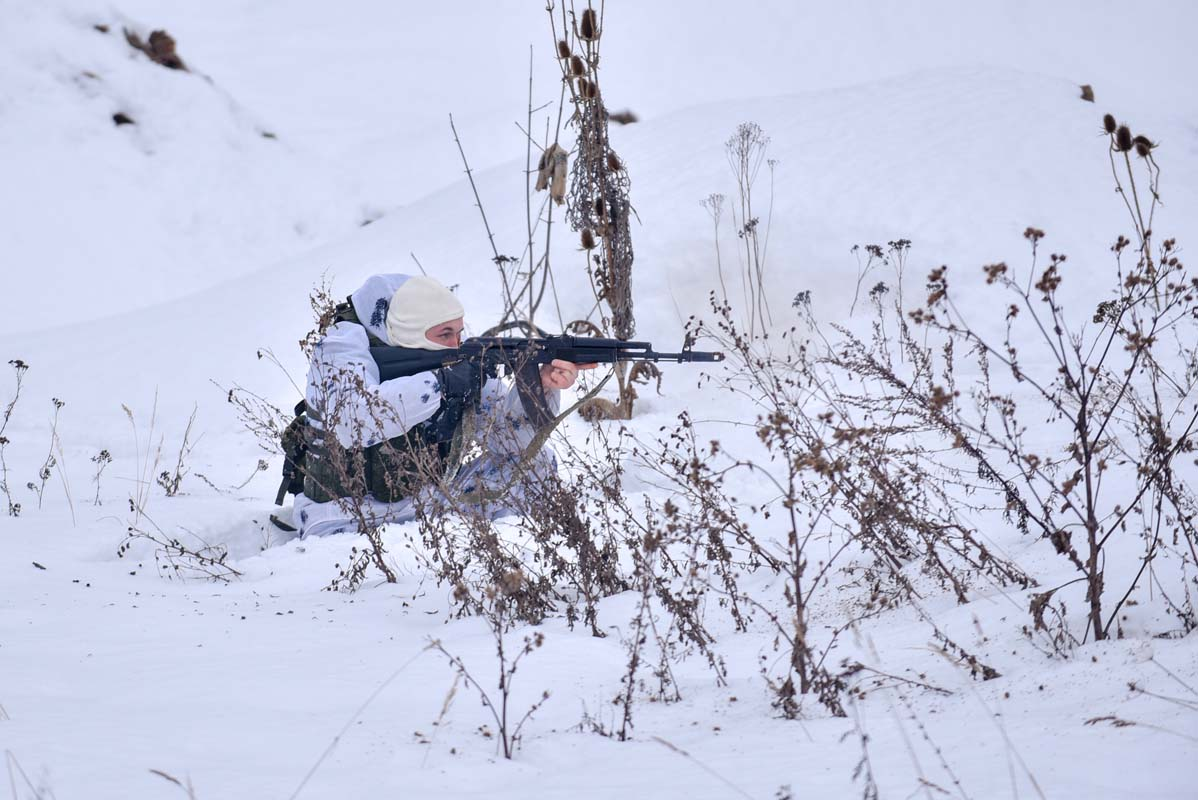
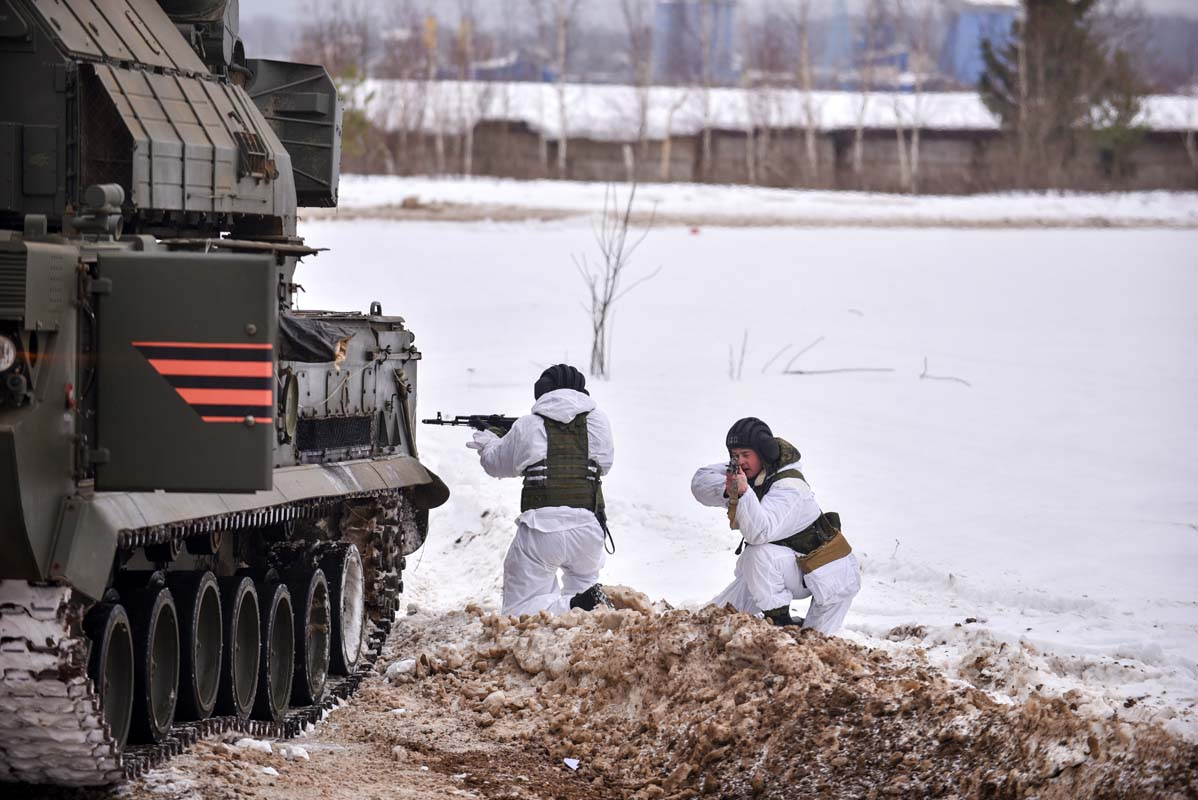
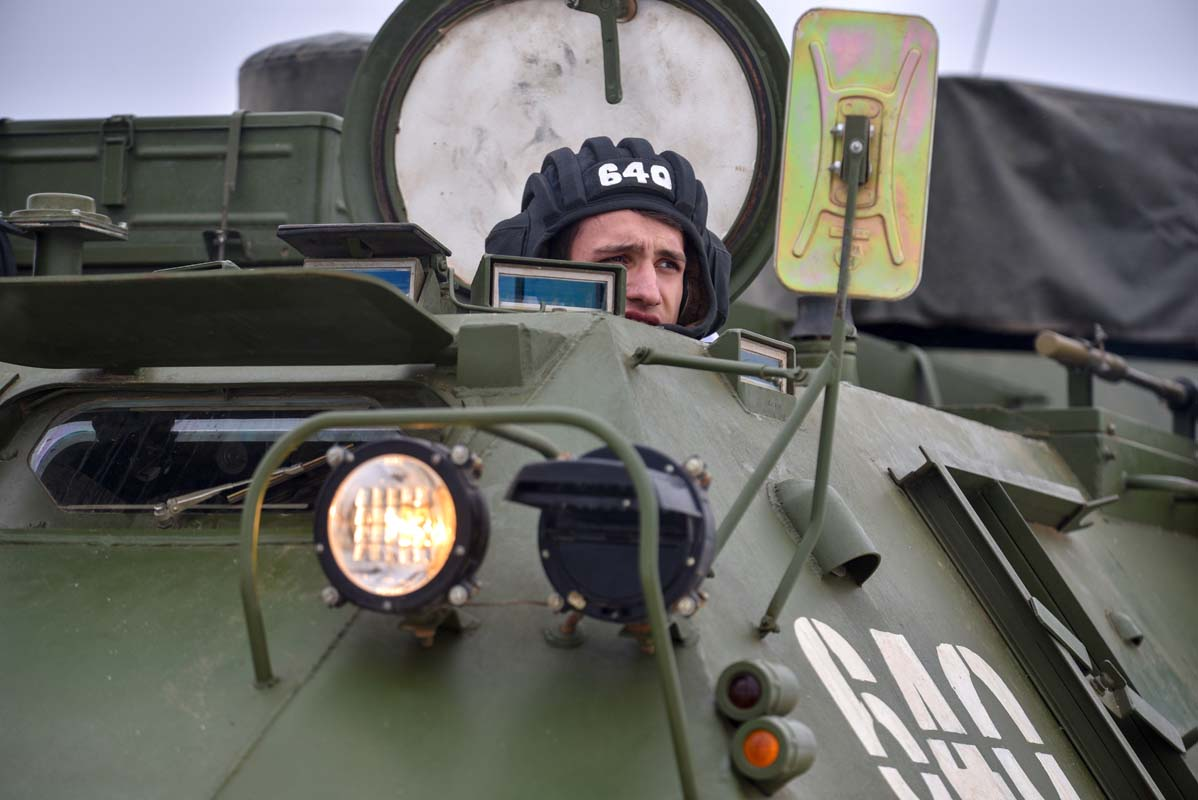
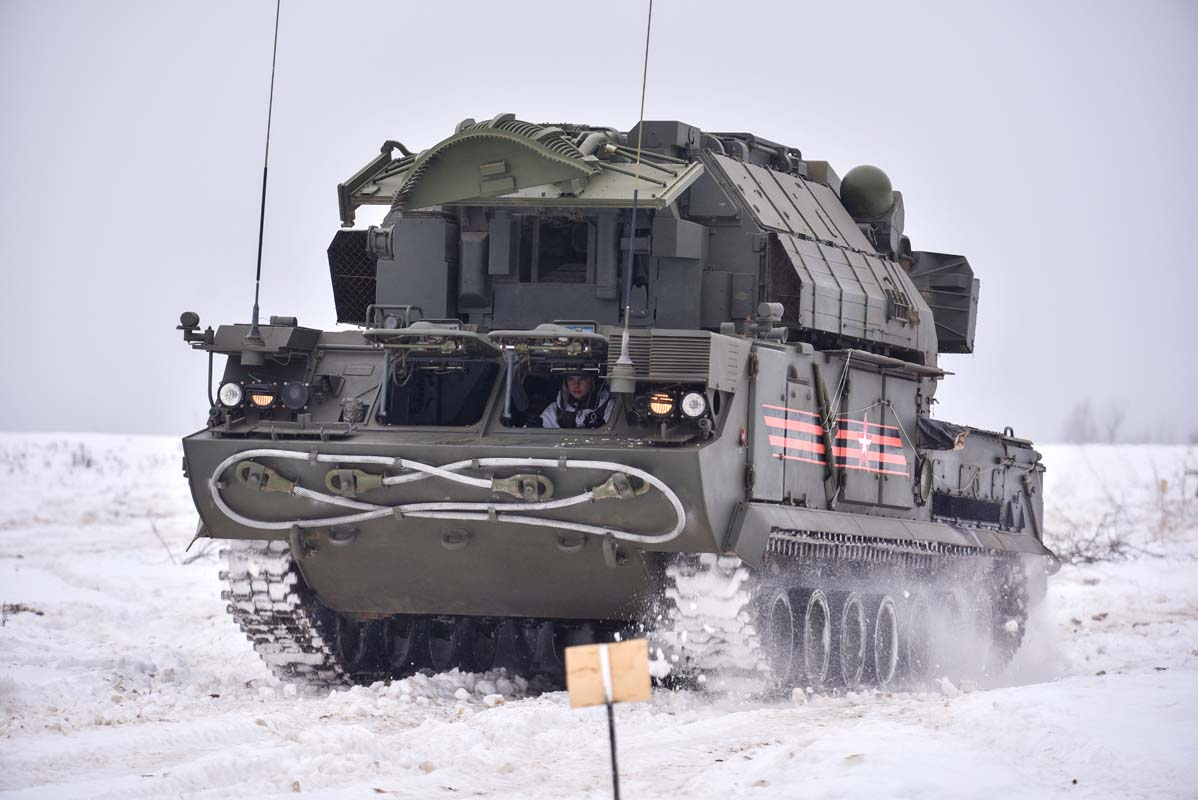
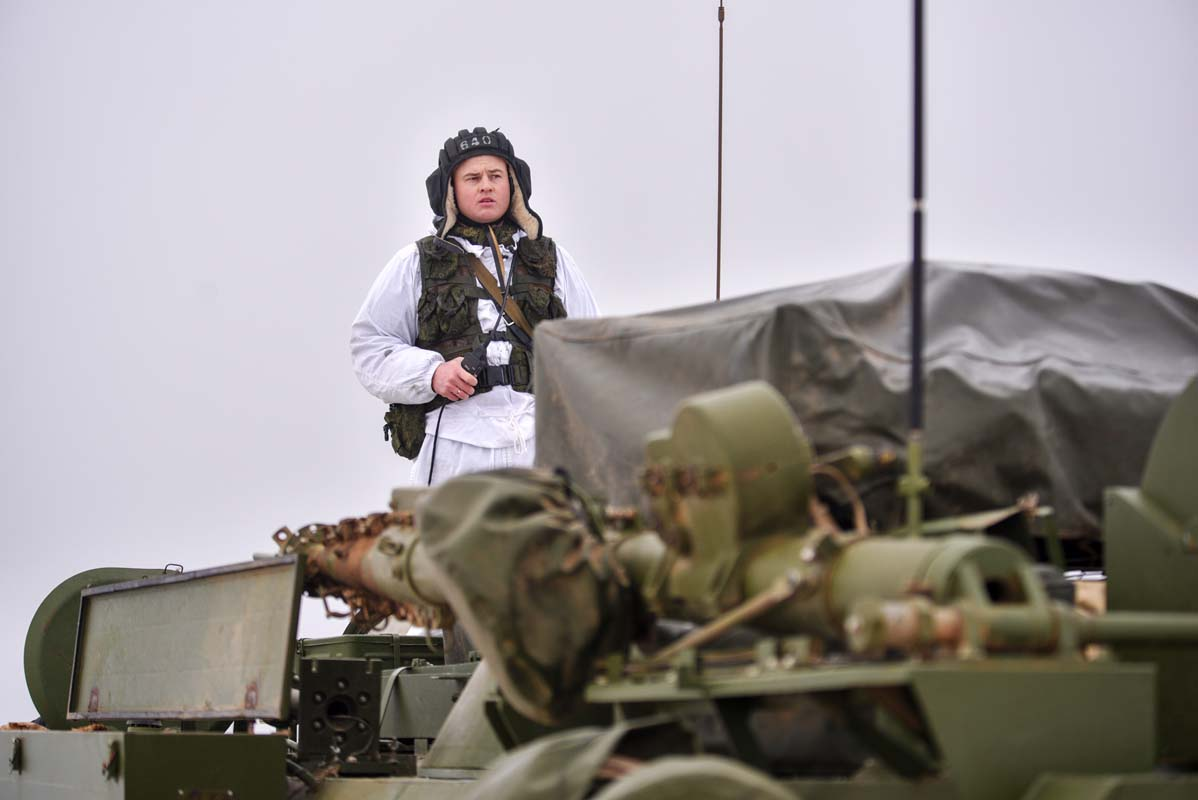
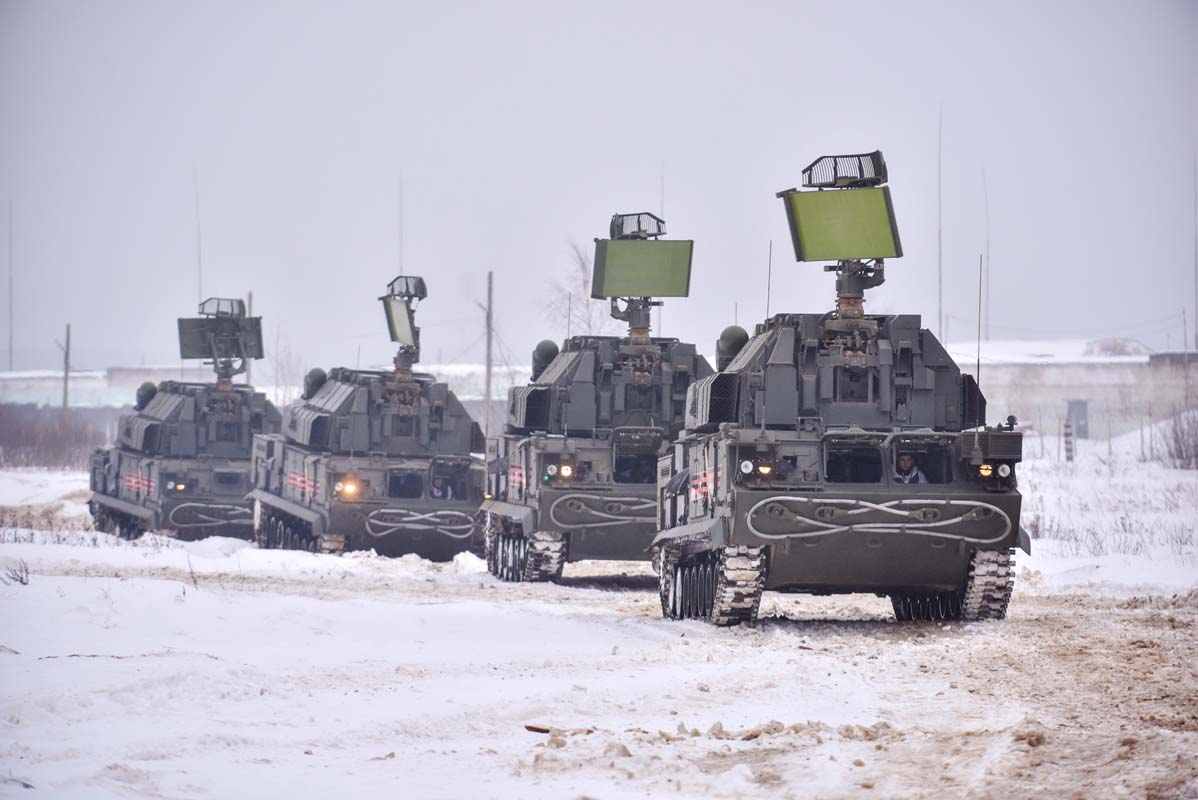
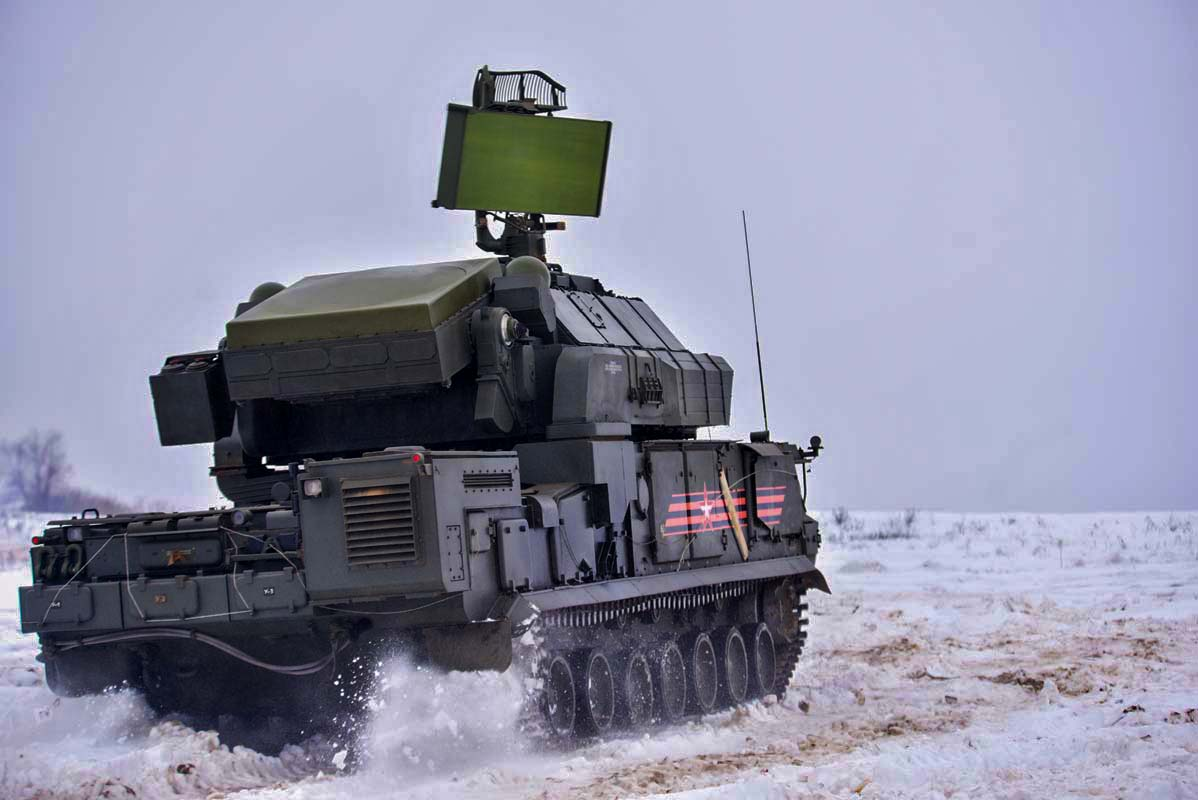
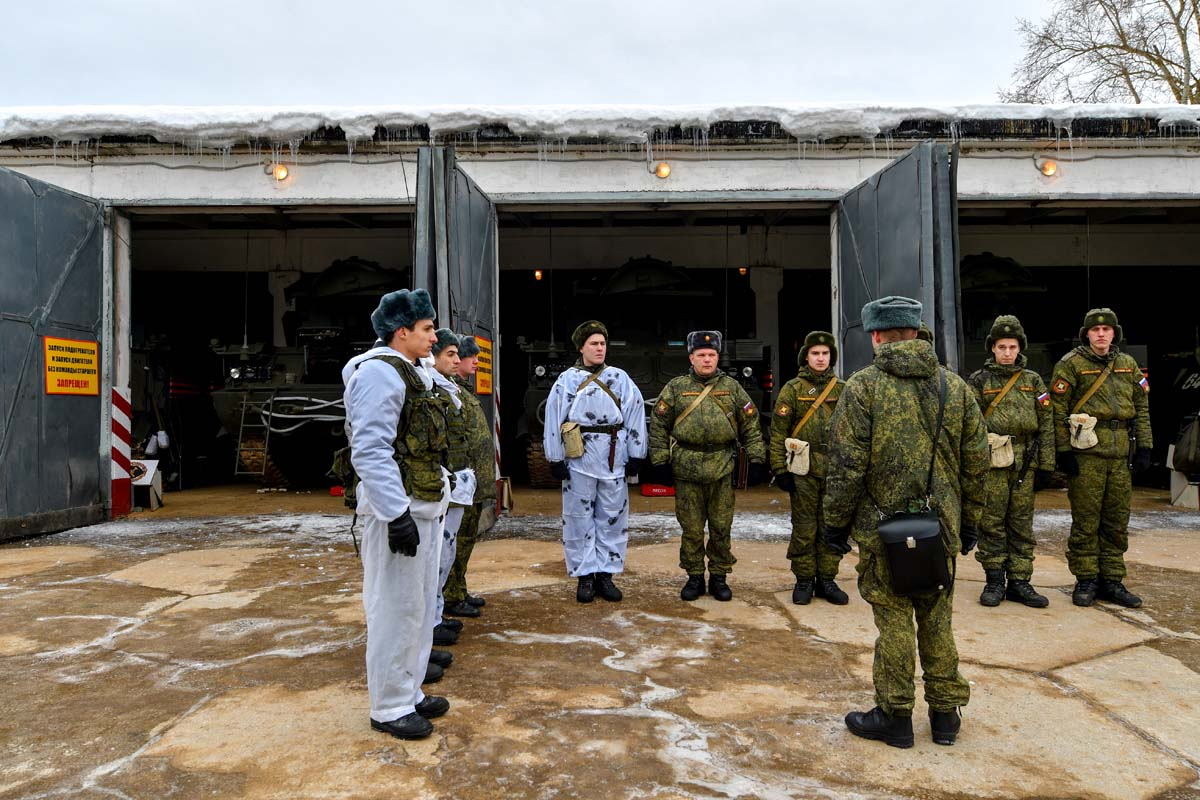
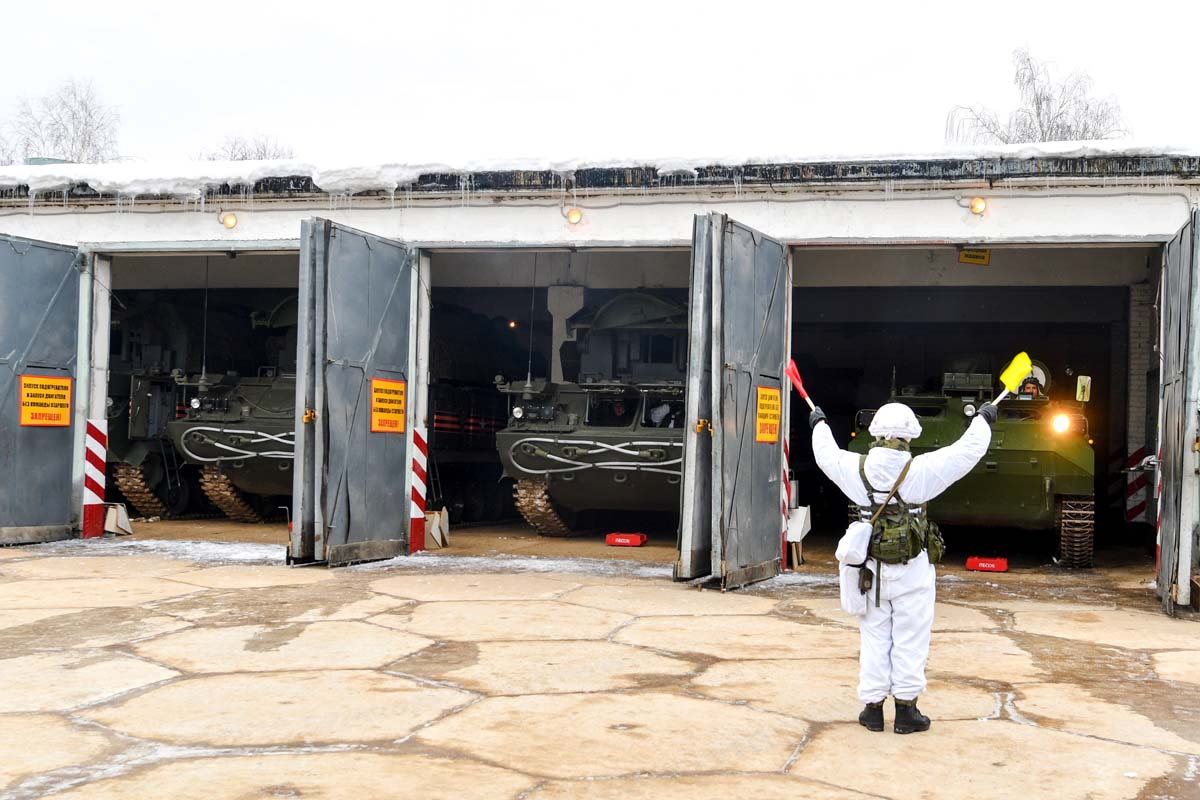
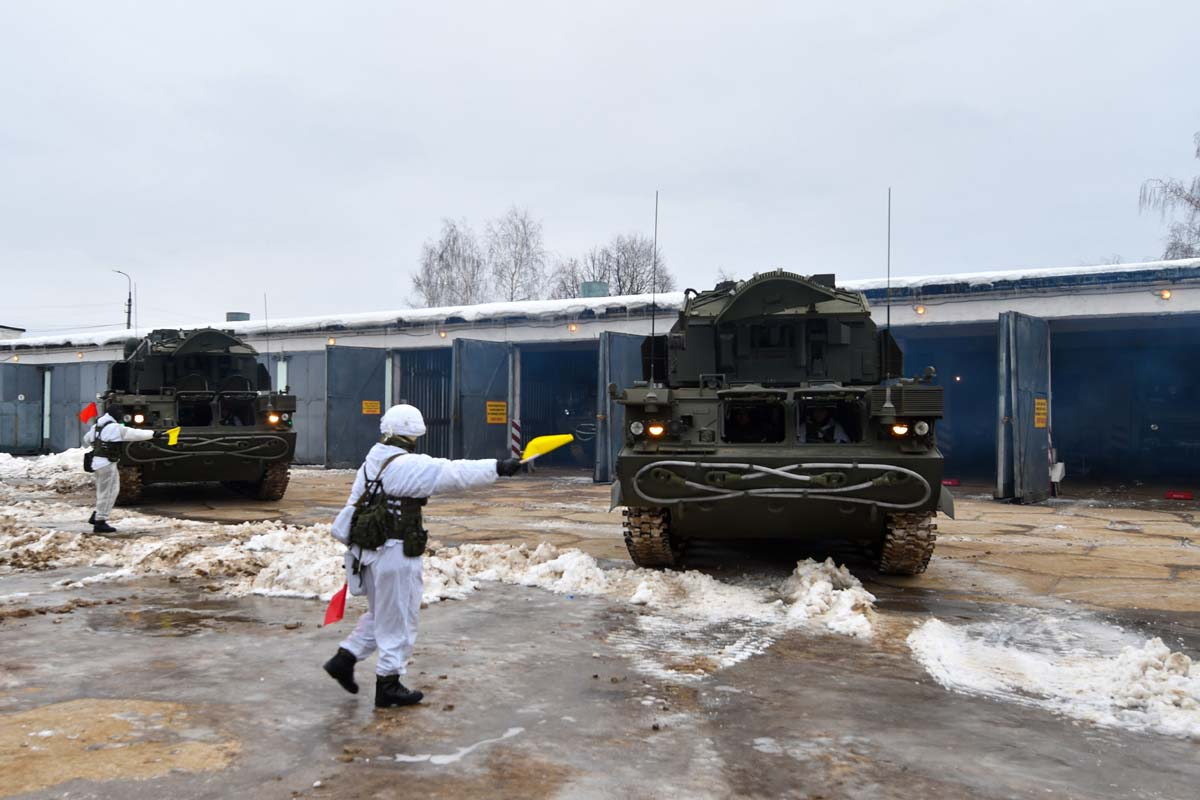
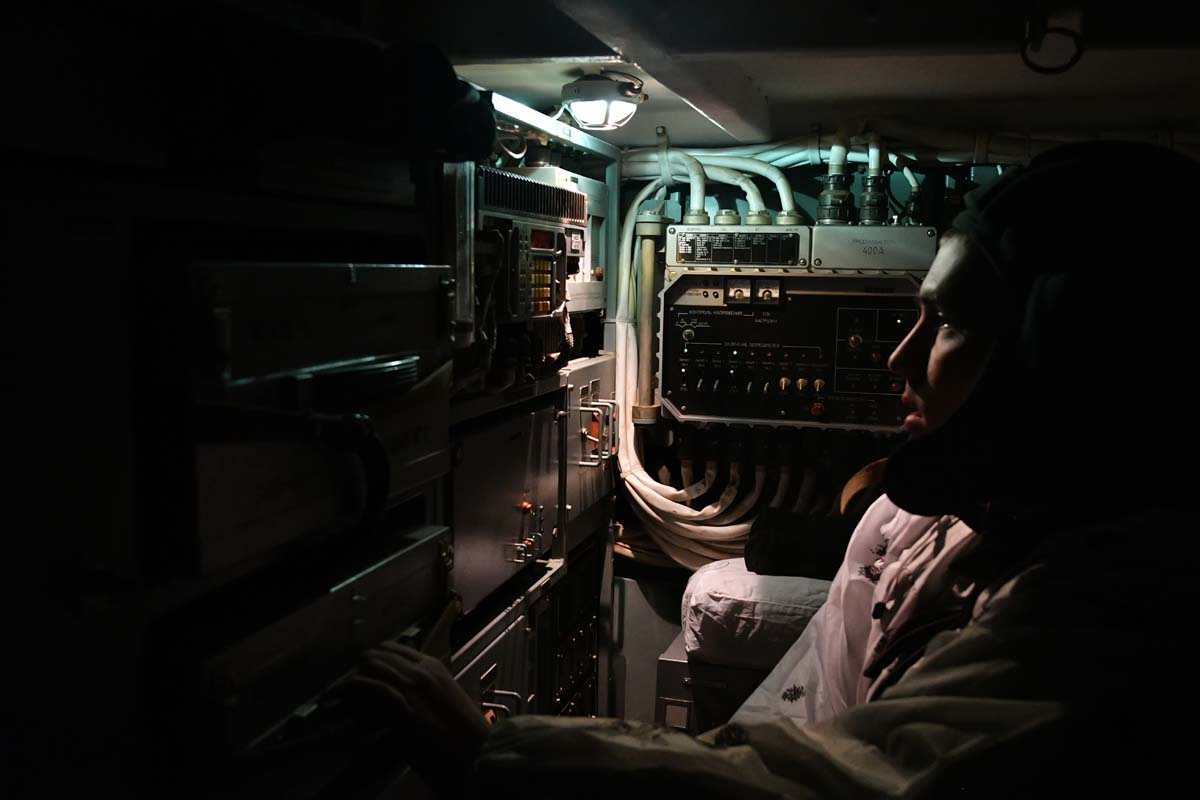
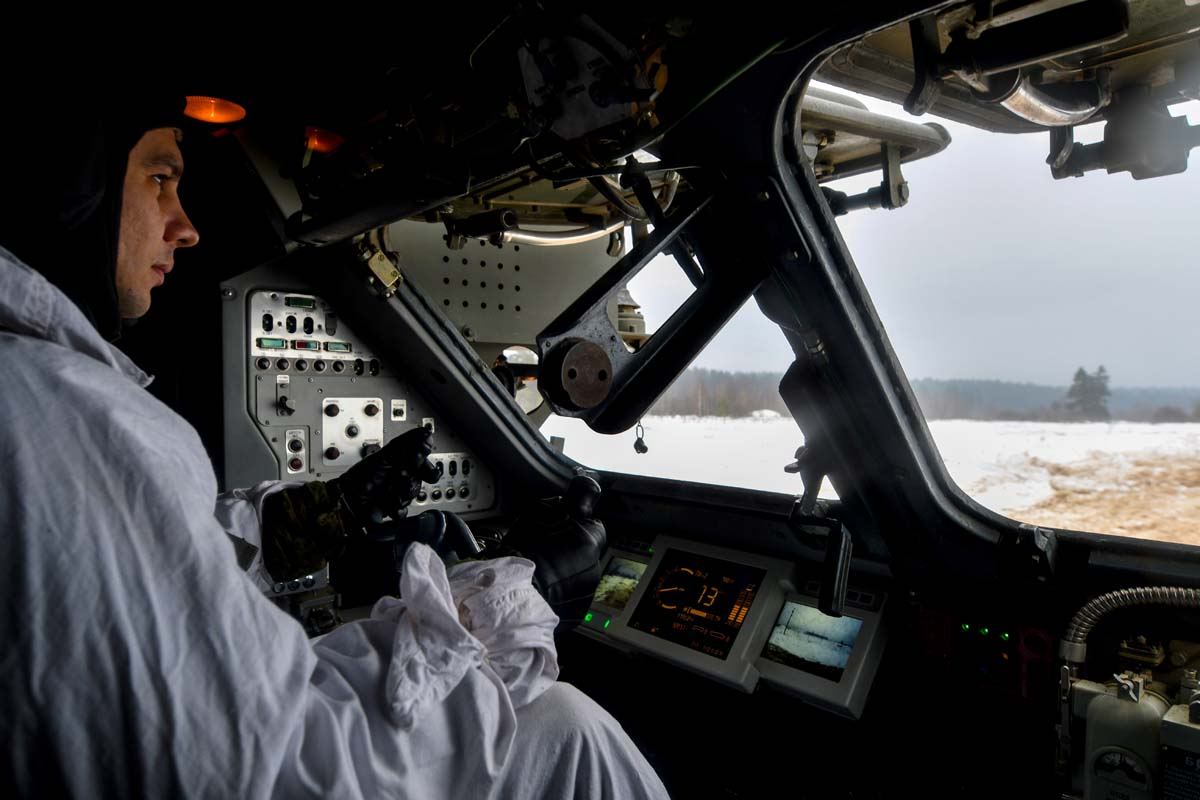